# Exorcismos, contra periódicos, e outros malefícios
Exorcismos, contra periódicos, e outros malefícios: fugite partes adversae  foi publicado em Lisboa,   no ano de 1821, pela Oficina da Viuva de Lino da Silva Godinho sob a autoria da José Agostinho de Macedo com um total de 34 páginas. Pertence à rede de Bibliotecas municipais de Lisboa e é considerado uma "raridade bibliográfica".